# Igor Bokov
Pour les articles homonymes, voir Bokov.
Igor Bokov né en 1960 dans la République de l'Ouzbékistan est un coureur cycliste soviétique, dont la carrière active se déroule au début des années 1980.

## Éléments biographiques
Sociétaire du club sportif Dinamo, à Tachkent, Igor Bokov surgit sur le devant de la scène du cyclisme soviétique en 1981 en terminant à la seconde place une des épreuves majeure du calendrier international, le Tour de Luxembourg. Ouvert aux coureurs amateurs depuis quatre saisons, le Tour de Luxembourg offre en cette année post-olympique un plateau peu commun avec la présence d'une équipe soviétique Cette équipe est emmenée par le Champion olympique Sergueï Soukhoroutchenkov. Elle comprend deux autres anciens vainqueurs de la Course de la Paix, Youri Barinov, Charkid Zagretdinov et trois coureurs de moindre rang : Alexis Akhov, 24 ans, du "Dinamo" d'Alma Ata, Igor Bokov, 22 ans, et Rikho Suun, 22 ans, du "Dinamo" de Tartu. Les trois premiers cités se sont mis en jambes à la Course de la Paix où avec l'équipe soviétique ils ont surclassé leurs adversaires. Igor Bokov ne sort pas de cette course, mais des routes tchécoslovaques, où une autre équipe soviétique s'est frottée aux coureurs locaux dans plusieurs courses dont la traditionnelle Course de la Victoire, disputée entre les 14 et 17 mai en Bohême méridionale, autour de la ville de Plzen. Vainqueur de la 3e étape, Bokov remporte le classement général.

### Concerto soviétiqueluxembourgeois
En cinq jours, les cyclistes soviétiques démontrent une puissance supérieure aux équipes des coureurs professionnels. Des cinq étapes les coureurs soviétiques en gagnent trois. Ils remportent le classement final individuel (Youri Barinov), le classement par équipes, le prix des grimpeurs (Youri Barinov), le classement par points (Rikho Suun).
Igor Bokov se classe 2e. Peu de temps après il est Champion d'URSS sur route.

### L'homme d'une saison
L'année suivante, Igor Bokov participe à nouveau au Tour de Luxembourg. Il remporte la première étape Il figure à la troisième place finale, derrière Bernard Hinault, 1er, et Hennie Kuiper... un podium qui démontrerait la valeur du troisième. Début 1983, il participe dans l'anonymat au XVIIe Tour de Cuba puis son nom disparaît de la chronique cycliste.

## Palmarès
- 1981
  -  Champion d'URSS sur route
  - Course de la Victoire :
    - Classement général
    - 3e étape

  - 2e du Tour de Luxembourg
- 1982
  - 2e étape de la Course de la Victoire[10]
  - 1re étape du Tour de Luxembourg
  - 3e du Tour de Luxembourg[11]